# Fiat 18-24 HP
La 18-24 HP è una autovettura di classe media costruita dalla Fiat agli inizi del 1908.
Per completare la gamma di vetture offerta, principalmente composta da esemplari di alta gamma e di lusso, la Fiat lanciò sul mercato questo modello. Un altro motivo della commercializzazione fu per sostituire l'anziana 16-20 HP, che risaliva al 1903.
Montava un motore a quattro cilindri da 4500 cm³ di cilindrata. Aveva l'accensione a magnete e un cambio a quattro rapporti. La velocità massima era compresa tra i 60 e i 70 km/h, a seconda dei modelli.
Per soddisfare tutti i tipi di domanda, è stata proposta in tre versioni: normale, allungata e superallungata.
Sempre all'avanguardia nella tecnica, la Fiat equipaggiò questo modello, con un modesto supplemento di prezzo, con l'avviamento ad aria compressa in sostituzione di quello a manovella.